# Der arme Poet
Der arme Poet (Nederlands: De arme dichter) is een schilderij van de Duitse kunstschilder Carl Spitzweg, gemaakt in 1839, 36,2 × 44,6 centimeter groot. Het toont een armoedige dichter op een koude zolderkamer, geschilderd in de stijl van de romantiek, met elementen uit de biedermeiertijd. Het schilderij behoort sinds 1887 tot de collectie van de Neue Pinakothek te München.

## Context
Spitzweg was in 1839, toen hij het hier besproken werk maakte, een beginnend kunstenaar die eerder slechts twee kleine schilderijen had verkocht. Hij reisde veel en kende het leven op een zolderkamer uit eerste hand. In de jaren 1830 leefde hij lange tijd op de bovenverdieping van een huis in het oude München en schreef in een van zijn brieven: "Het uitzicht is geweldig, (...), de daken lijken op een grote bergketen, met de schoorstenen en zolderramen als ruïnes en kastelen".
Onder de daken van München ontwikkelde zich buiten de academie om een autonome kunstenaarsgemeenschap, die zich liet beïnvloeden door de romantiek. Spitzweg studeerde aanvankelijk voor apotheker, maar verkoos het uiteindelijk om kunstschilder te worden. Hij leerde zichzelf tekenen en schilderen, te midden van een groep vrienden, onder wie de dichter Mathias Etenhueber, die als model fungeerde voor Der arme Poet. Ze leefden in armoedige omstandigheden. Kunstenaars verdienden weinig, dichters nog minder dan schilders. Wat echter aantrok was het gecreëerde beeld van het geïsoleerde genie, die alles in het teken stelde van de kunst.

## Afbeelding

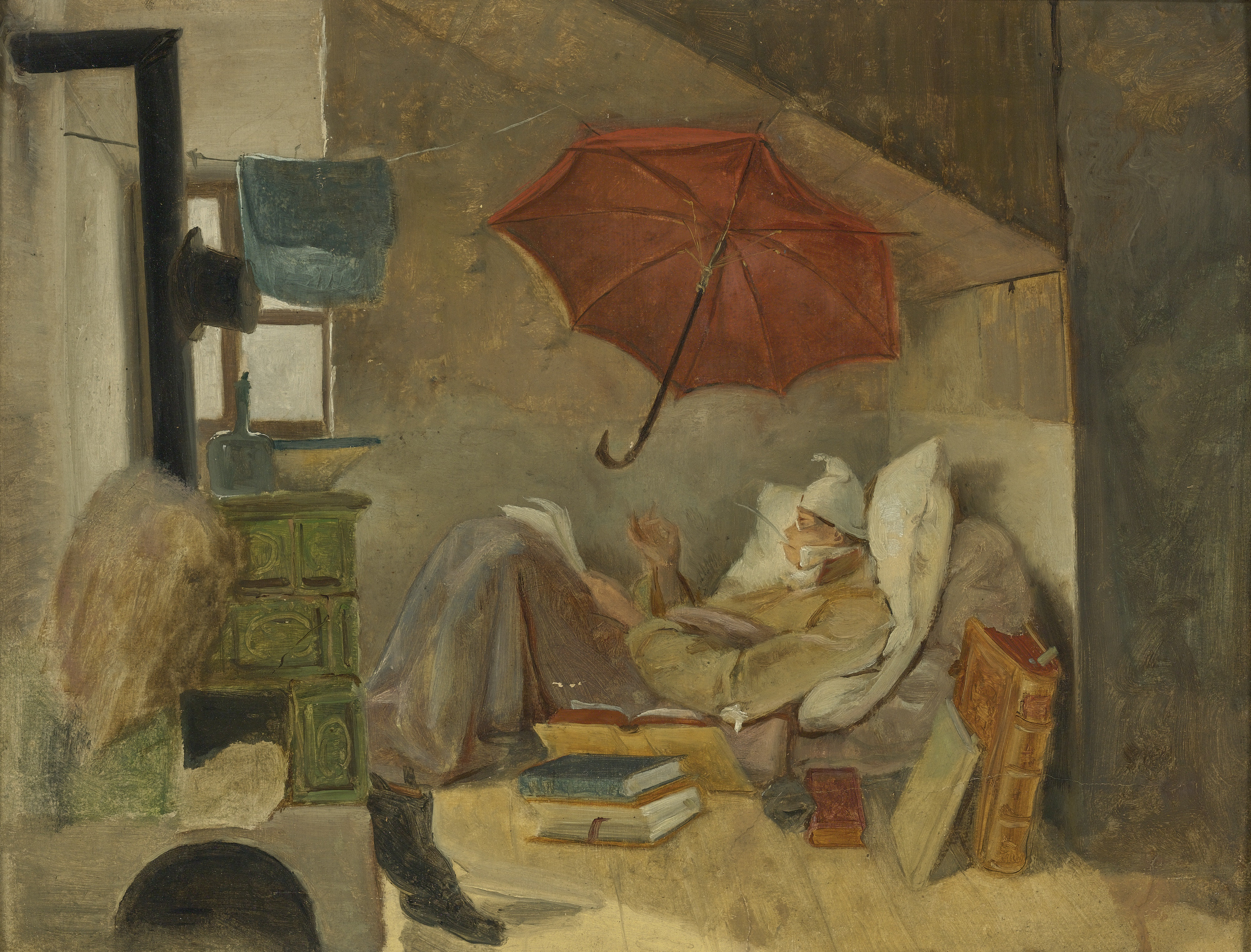
Studie, ook uit 1839.

Spitzweg toont zijn dichter liggend op een matras, met een soort lappenjas aan en een slaapmuts op, sjaal om, diep onder de dekens. Alles wijst er op dat het koud is in de ruimte. Door het opvallend lichte raam linksboven zien we besneeuwde daken. De donkere stoof eronder is uit, een bundel papieren met het opschrift "Operum meor, fase III" en "IV", waarschijnlijk manuscripten die wachten als aanmaakmateriaal op brandstof. Een cilinderhoed hangt aan de koude pijp. Links staat een wandelstok tegen de muur. Allemaal standaardattributen in de uitrusting van een heer uit die tijd.
Een merkwaardig element is de paraplu boven het bed, welke bescherming moet bieden tegen het binnendruppelende regenwater. Paraplu' s waren al vanaf de achttiende eeuw in gebruik, maar in het werk van Spitzweg worden ze voor het eerst gebruikt als op zichzelf staand element in een schilderij, waarschijnlijk vooral toegevoegd om het picturale effect.
Kenmerkend voor het schilderij is de schrijfveer die de dichter tussen zijn tanden geklemd houdt, aangevend dat hij onverdroten zijn werk voortzet. Boven zijn bed is een hexameter-schema te zien, dat de versmaat aangeeft. Naast zijn provisorische bed ligt een stapeltje klassieke boeken met opschriften als "Gradus ad Parnassum", die de hoogstaande idealen van de kunstenaar weergeven. Tussen zijn vingers lijkt hij echter een vlo te pletten, hetgeen daarentegen weer uitdrukking geeft aan het banale van de situatie, als contrast.
Spitzweg was rond 1839 nog meer tekenaar dan schilder en aan Der arme Poet is dat ook duidelijk te zien in de heldere en strakke belijningen, bijna alsof het later is ingekleurd. De invloed van het sentimenteel-romantische gedachtegoed is onmiskenbaar, maar ook de biedermeierstijl is herkenbaar, met name in de zucht naar huiselijkheid en het streven naar een burgerlijk bohème-bestaan, deels weerspiegeld in de diverse attributen. De koppeling ervan aan de armoedige omgeving geeft het geheel een parodiale uitstraling. De gedichten die ooit gedacht werden eeuwigheidswaarde te bezitten, worden opgeofferd aan de kachel zodra ze voor wat warmte kunnen zorgen.
Het thema van de arme dichter was in die tijd niet ongewoon en komt behalve in de schilderkunst ook terug in de literatuur. De titel van zijn werk ontleende Spitzweg aan een gelijknamig toneelstuk van August von Kotzebue uit 1812.

## Historie

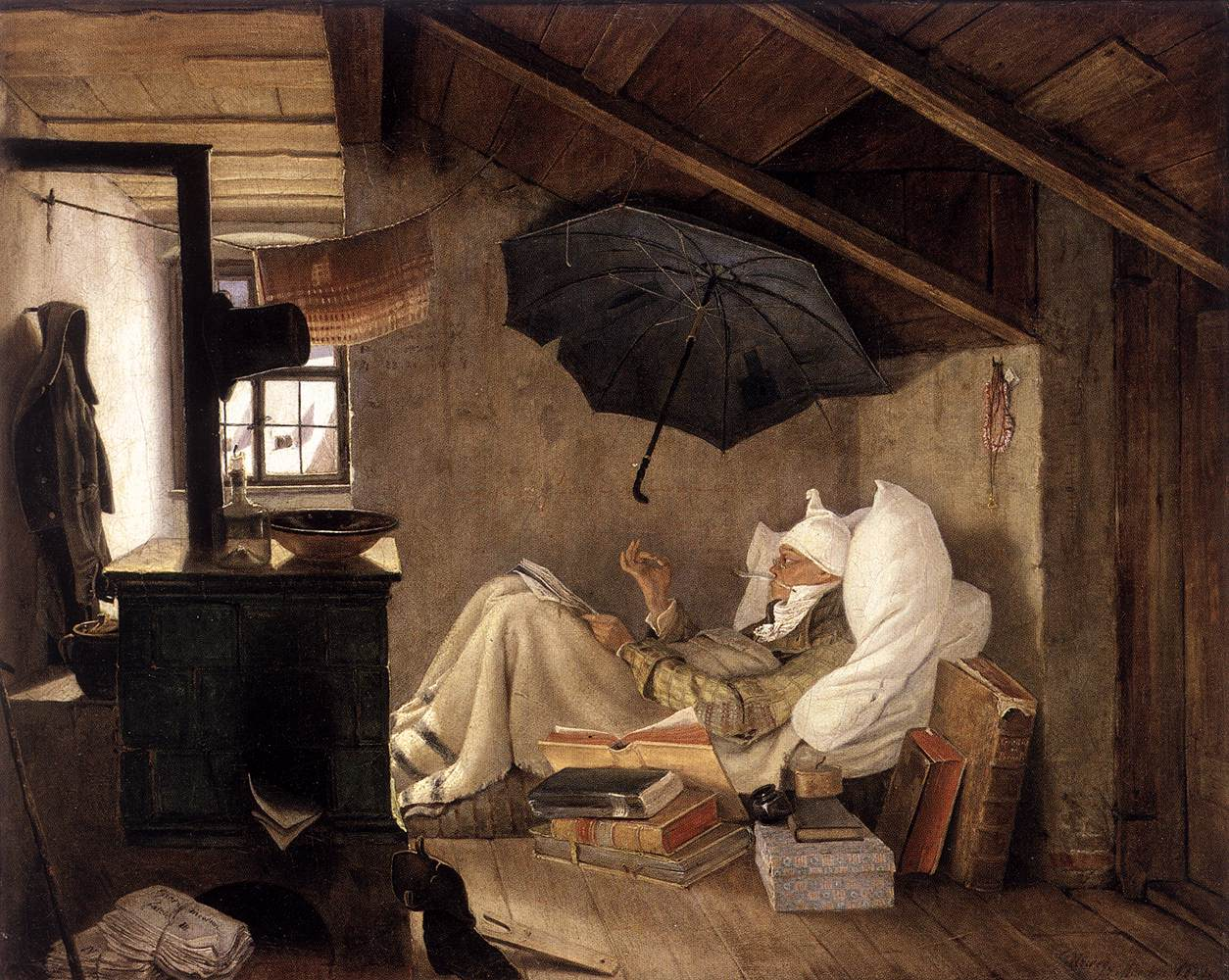
De in 1989 uit de Nationalgalerie gestolen, nagenoeg identieke versie.

Spitzweg maakte in 1839 twee nagenoeg identieke versies van Der arme Poet. Een van de twee verkocht hij aan een particuliere koper, de andere exposeert hij in hetzelfde jaar bij Kunstverein München en later te Hannover en Regensburg, waar het een "eervolle vermelding" kreeg in de pers. Het werk groeide in de negentiende eeuw uit tot een van de populairste schilderijen van Duitsland en werd als gravure wijd verspreid.
Het hier besproken werk, waarmee Spitzweg in 1839 en 1840 ook exposeerde, kwam in 1887 terecht in de collectie van de Neue Pinakothek te München, als geschenk van een neef van de schilder, die het in bezit had. De andere versie belandde via omwegen in de Nationalgalerie te Berlijn.
Deze laatste versie werd daar in 1976 ontvreemd door de zich Ulay noemde kunstenaar Frank Uwe Laysiepen, die het werk echter enkele uren later alweer terug gaf.
Op 3 september 1989 werd het schilderij samen met Spitzwegs Der Liebesbrief opnieuw gestolen, ruw van de muur getrokken, waarna het nooit meer werd teruggezien. Merkwaardig is dat liefst 36 van Spitzwegs schilderijen op de lijst van vermiste werken staan, hetgeen mogelijk te maken heeft met de handzame formaten, maar wellicht meer nog met de populariteit van diens werk in Duitsland.